# August Oxé
August Oxé (* 23. Juli 1863 in Kreuznach; † 16. März 1944 in Mehlem) war ein deutscher provinzialrömischer Archäologe und Gymnasiallehrer.
August Oxé war ein Sohn des Kreuznacher Gymnasiallehrers Ludwig Oxé (* 1825; † nach 1890). Nach dem Besuch des Gymnasiums in Kreuznach, wo er das Abitur am 7. März 1883 ablegte, studierte er in Tübingen und Bonn Klassische Philologie und wurde in Bonn am 9. Juni 1886 mit der Arbeit Prolegomena de carmine adversus Marcionitas promoviert. Seit seinem Studium war er Mitglied des Philologischen Vereins Bonn im Naumburger Kartellverband. Am 23. Februar 1889 legte er das Staatsexamen für den höheren Schuldienst ab. Von 1891 bis zur Pensionierung 1928 war er am Gymnasium in Krefeld als Lehrer tätig. Seit den 1890er Jahren beschäftigte er sich intensiv mit provinzialrömischer Archäologie. Für das Jahr 1901/1902 erhielt er ein halbes Reisestipendium des Deutschen Archäologischen Instituts. 1911 wurde er zum korrespondierenden Mitglied des Deutschen Archäologischen Instituts gewählt.
Besonders arbeitete er an der Erforschung der römischen Feinkeramik, der Terra Sigillata. Sein Lebenswerk ist das Corpus Vasorum Arretinorum, an dem er von 1896 bis 1943 arbeitete und das erst 1968 durch Howard Comfort herausgegeben wurde.
1943 erhielt er die Goethe-Medaille für Kunst und Wissenschaft.

## Veröffentlichungen
- Prolegomena de carmine adversus Marcionitas. Leipzig 1888.
- Arretinische Reliefgefässe vom Rhein. Frankfurt a. M. 1933 (Digitalisat).
- Frühgallische Reliefgefässe vom Rhein. Frankfurt a. M. 1934 (Digitalisat).
- PH • H • L • ᛋ • F • F und die stadtrömischen Vorläufer der „belgischen“ Tongefäße. In: Trierer Zeitschrift 16/17 (1941/42), S. 92–104 (Digitalisat).
- Corpus vasorum Arretinorum. A catalogue of the signatures, shapes and chronology of Italian sigillata, compiled by August Oxé. Edited by Howard Comfort, Bonn 1968